# Aorta (album)
| Recensione       | Giudizio |
| ---------------- | -------- |
| AllMusic         | [ 1 ]    |
| Robert Christgau | E-       |

Aorta è il primo album discografico dell'omonimo gruppo musicale di rock psichedelico statunitense, pubblicato dalla casa discografica Columbia Records nell'aprile del 1969.
L'album raggiunse la 167ª posizione della classifica statunitense Billboard 200.

## Tracce
Lato A
1. Main Vein I – 2:17 (Jim Donlinger)
2. Heart Attack – 2:30 (Jim Donlinger, Jim Nyeholt)
3. What's in My Mind's Eye – 2:47 (Ginna Donlinger)
4. Magic Bed – 2:37 (Jim Donlinger, Dan Hoagland)
5. Main Vein II – 1:25 (Jim Donlinger, Jim Nyeholt)
6. Sleep Tight – 4:38 (Russ Titelman, Lowell George)
7. Catalyptic – 3:32 (Jack Dalton, Gary Montgomery)

Lato B
1. Main Vein III – 0:42 (Jim Donlinger)
2. Sprinkle Road to Cork Street – 3:06 (Jim Nyeholt, Dan Hoagland)
3. Ode to Missy Mxyzosptlk – 3:08 (Jim Donlinger)
4. Strange – 4:18 (Dan Hoagland)
5. A Thousand Thoughts – 3:48 (Jim Donlinger, Billy Herman)
6. Thoughts and Feelings/Main Vein IV – 4:07 (Jim Donlinger)

- Brano B3: su vinile il titolo riportato è Ode to Missy Mztsfpklk, mentre all'interno della copertina il titolo risulta come Ode to Missy Mxyzosptlk (quest'ultimo titolo è anche riportato sul retrocopertina della ristampa su CD)

## Formazione
- Jim Donlinger - tastiere, voce
- Bobby Jones - chitarra, voce
- Jim Nyeholt - basso
- Bill Herman - batteria

Note aggiuntive
- Bill Traut e Jim Donlinger - produttori
- Skeet Bushor e Bryce Robertson - assistenti alla produzione
- Registrazioni effettuate al Great Lakes Recording di Sparta, Michigan (base musicale e parti vocali)
- David Kalmbach e Bryce Roberson - ingegneri delle registrazioni (al Great Lakes Recording)
- Registrazioni parti orchestrali effettuate al Universal Recording Corp. di Chicago, Illinois
- Jerry De Clercq - ingegnere delle registrazioni (al Universal Recording Corp.)
- Remixaggio effettuato al CBS Studios di New York
- Glen Kolotkin - ingegnere del remixaggio
- Shadbolt-Todd - fotografia
- Ron Coro - design album[5]